# Měňavka velká
Měňavka velká (Amoeba proteus) je typický zástupce měňavek z říše Amoebozoa. Patří mezi heterotrofní jednobuněčné organismy, jejichž tvar se neustále mění (plazma se přelévá z místa na místo).

## Historie
Prvním popisovatelem této améby (měňavky) je pravděpodobně popis Augusta Johanna Rösela von Rosenhofa, který v roce 1755 publikoval kresby améboidního prvoka, kterého nazval „malý Proteus“. Následně různí autoři přiřadili Röselův organismus a další améboidní prvoky různá jména: Carl Linnaeus nazval Röselův organismus Chaos protheus v roce 1758. Otto Friedrich Müller jej v roce 1786 označil jako Proteus diffluens. Roku 1878 navrhl Joseph Leidy současný název Amoeba proteus, aby popsal Röselův Proteus, Proteus diffluens a další popsanou amébu Amoeba princeps.

## Popis
Měňavka je eukaryotický mikroorganismus z čeledi Amoebidae. Tento druh má poměrně složitý cytoskelet. Hyaloplazma je prostoupena sítí aktinových a myosinových mikrofilament - to je kortikální vrstva spojená s buněčnou membránou a obklopující celý obsah buňky (protoplast). Vlákna jsou v kleci umístěna odlišně. V pohybující se mněňavce tvoří aktin velmi tenkou vrstvu na předním („hyalinním uzávěru“) a na zadním (uroidním) konci, zatímco koncentrace aktinových vláken se zvyšuje směrem ke středu buňky. Myosin na předním konci buňky také tvoří tenkou vrstvu, která se zvyšuje směrem ke středu a na zadním konci dosahuje na rozdíl od aktinu maximální tloušťky. Jejich orientace v prostoru je také odlišná. V třetině těla pohybující se mněňavky jsou aktinová vlákna umístěna podélně a jsou spojena speciálními můstky jak s buněčnou membránou, tak navzájem. Na zadním konci tvoří aktin trojrozměrnou síť, ve které leží silná myosinová vlákna. Má buněčné blány, které obsahují protoplazmu, která obklopuje velké jádro. Cytoplazma se diferencuje na světlejší gelovitou vnější část hyaloplazmy (ektoplazma) a tmavší popelovitou granuloplasmu (endoplazma), tak pojmenovanou kvůli vysokému obsahu různých inkluzí a organel. Součástí její těla jsou široké, prstovité a poměrně dlouhé panožky (pseudopodie), které mají laločnatý tvar. Má jich 10 nebo více. Také mají pulzující (stažitelnou) vakuolu, potravní vakuolu. Dosahuje velikosti 600 až 1 000 ųm, tedy 1 mm (můžeme ji vidět pouhým okem). Vyskytuje se ve sladkých vodách.

### Pohyb
Pohybuje se rychlostí asi 0,2 mm za minutu. Plazí se mimo jasné světlo, mechanické podráždění a zvýšené koncentrace látek rozpuštěných ve vodě (například z krystalu stolní soli).

## Život
Mněňavka se živí bakteriemi, a fagocytózou. Konzumuje jednobuněčné řasy a malé prvoky. Panožky jsou základem zachycování potravin. Na povrchu těla dochází ke kontaktu mezi plazmatickou membránou a částicí potravy, v této oblasti se vytvoří „kalíšek na jídlo“. Jeho stěny se uzavírají a do této oblasti začnou vstupovat trávicí enzymy (pomocí lyzozomů). Tak se vytvoří trávicí vakuola. Dále prochází do centrální části buňky, kde je zachycen cytoplazmatickými proudy. Vakuola s nestrávenými zbytky potravy přichází na povrch buňky a splývá s membránou, čímž vyhodí obsah. Kromě fagocytózy je améba charakterizována pinocytózou - požitím tekutiny. V tomto případě se na povrchu buňky tvoří invaginace ve formě trubice, kterou kapička kapaliny vstupuje do cytoplazmy. Tvořící se vakuola s kapalinou se oddělí od tubulu. Po absorpci kapaliny vakuola zmizí. Osmoregulace znamená, že se v buňce periodicky tvoří pulzující kontraktilní vakuola - vakuola, která obsahuje přebytečnou vodu a odstraňuje ji ven. Když jsou podmínky prostředí pro mněňavku špatné - pokles teploty na podzim, rybník vyschne ─ mněňavka se zaokrouhlí, přestane jíst a vytvoří hustou skořápku - cysta, a pokud nastanou dobré podmínky - opouští cystu a jde k normálnímu životu.

## Výskyt
Žije na dně vod v rašeliništích, hnijících rybnících a bažinách. Preferuje oblasti s čistou vodou, která je dobře prokysličená.

## Rozmnožování
Rozmnožuje se nepohlavně příčným (binárním) dělením. Před rozdělením se mněňavka přestane plazit, zmizí z ní diktyozomy Golgiho aparátu a kontraktilní vakuola. Na začátku je jádro rozděleno, pak dochází k cytokinéze.

## Galerie

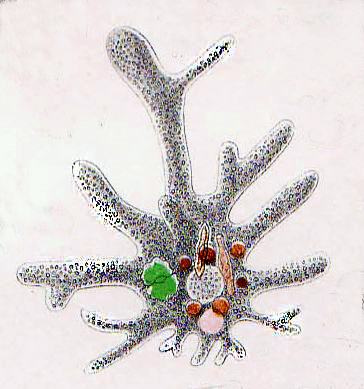
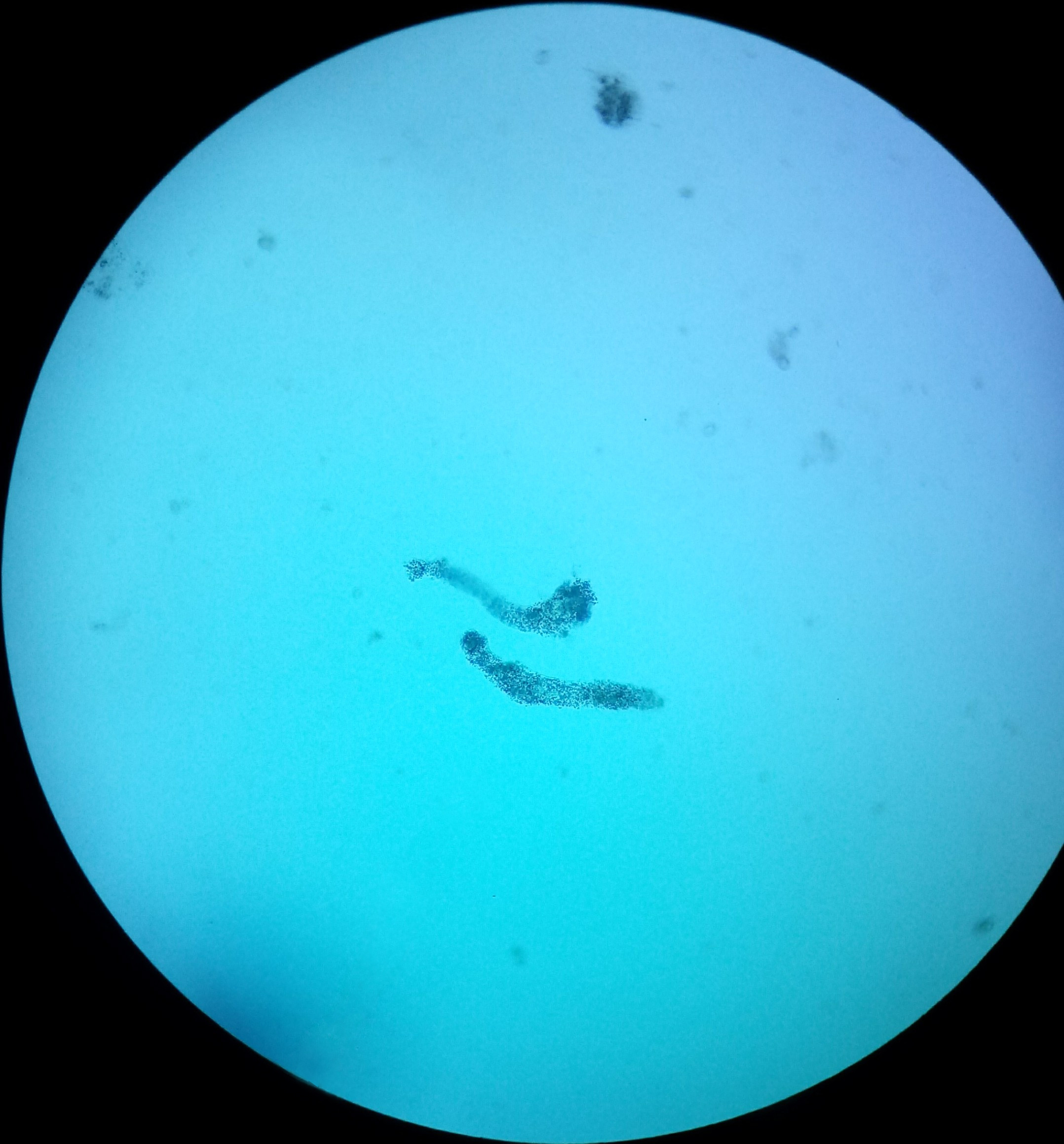
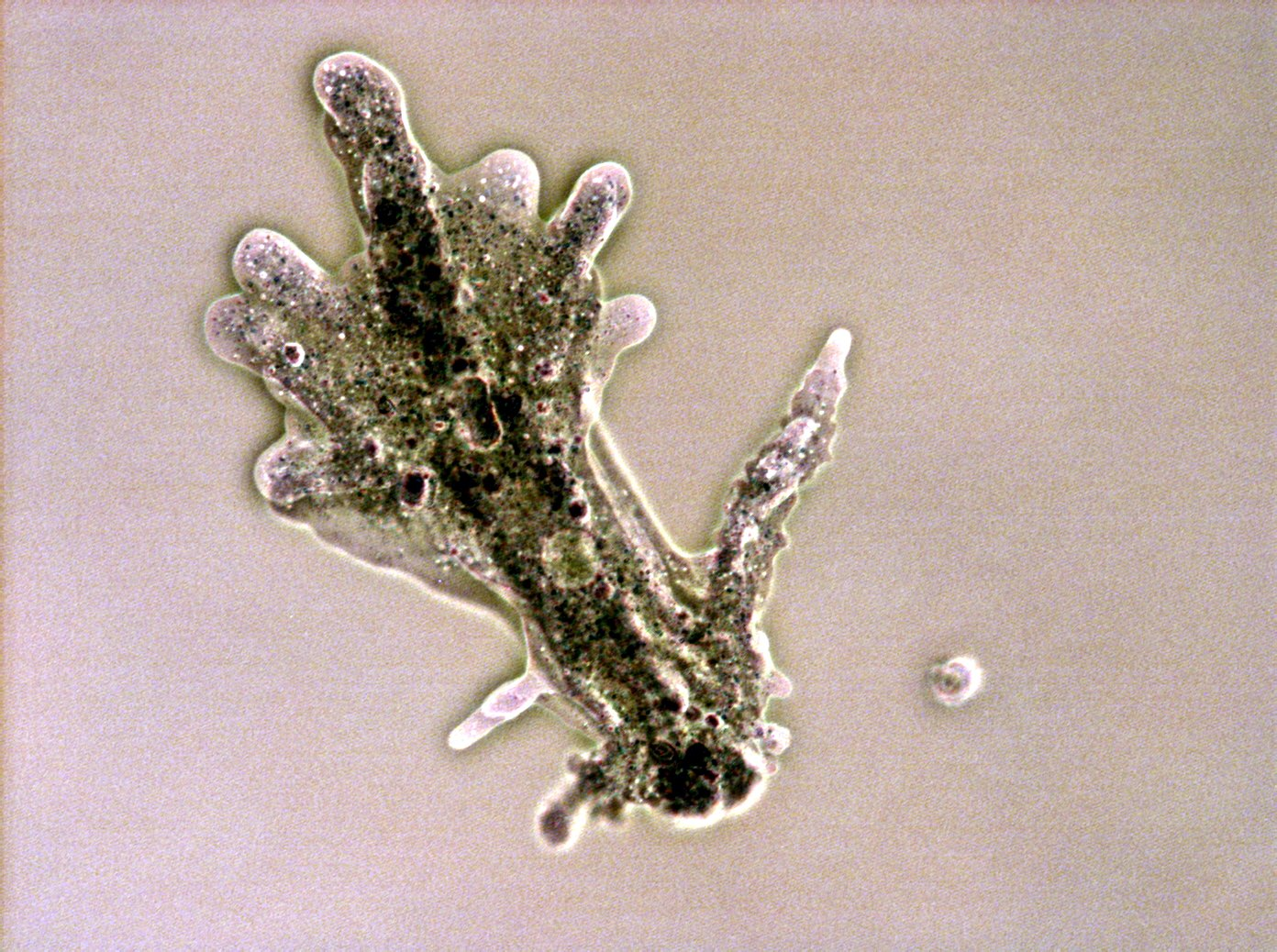
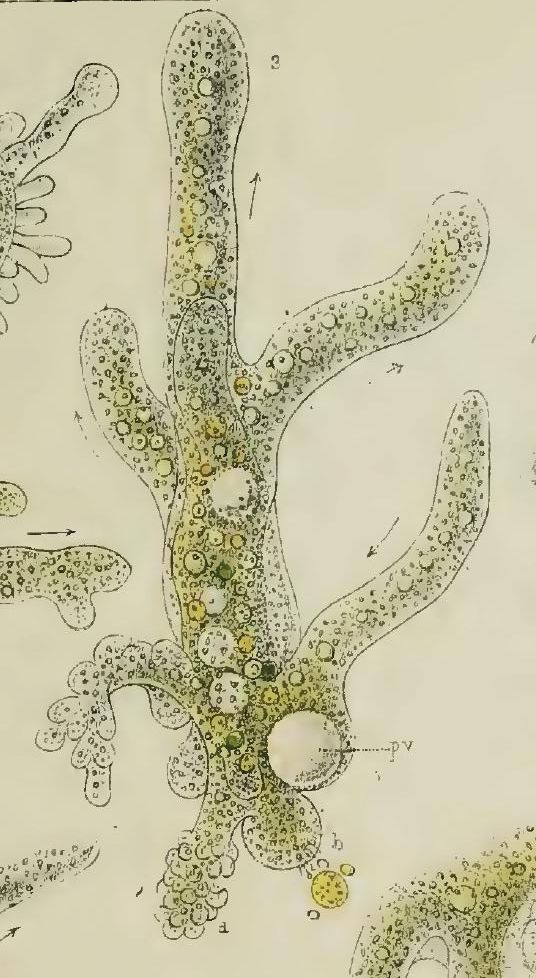